# Šekovići
Šekovići (en serbe cyrillique : Шековићи) est une ville et une municipalité de Bosnie-Herzégovine située dans la république serbe de Bosnie. Selon les premiers résultats du recensement bosnien de 2013, la ville intra muros compte 1 519 habitants et la municipalité 7 771.

## Géographie
La municipalité de Šekovići est entourée par celles de Kladanj, Vlasenica, Zvornik, Osmaci et Živinice.

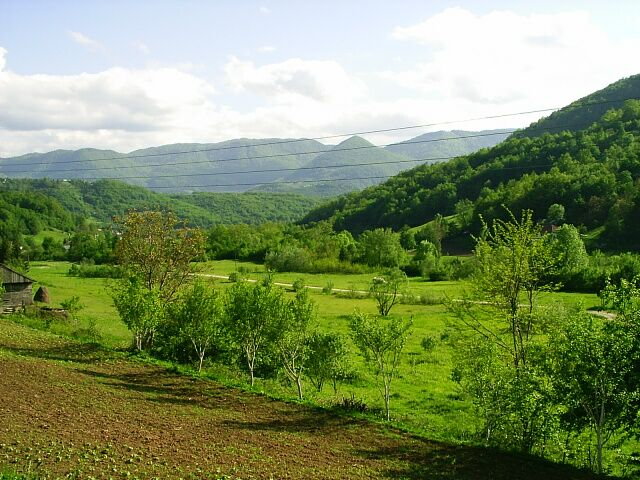
Paysage de la municipalité de Šekovići

## Localités

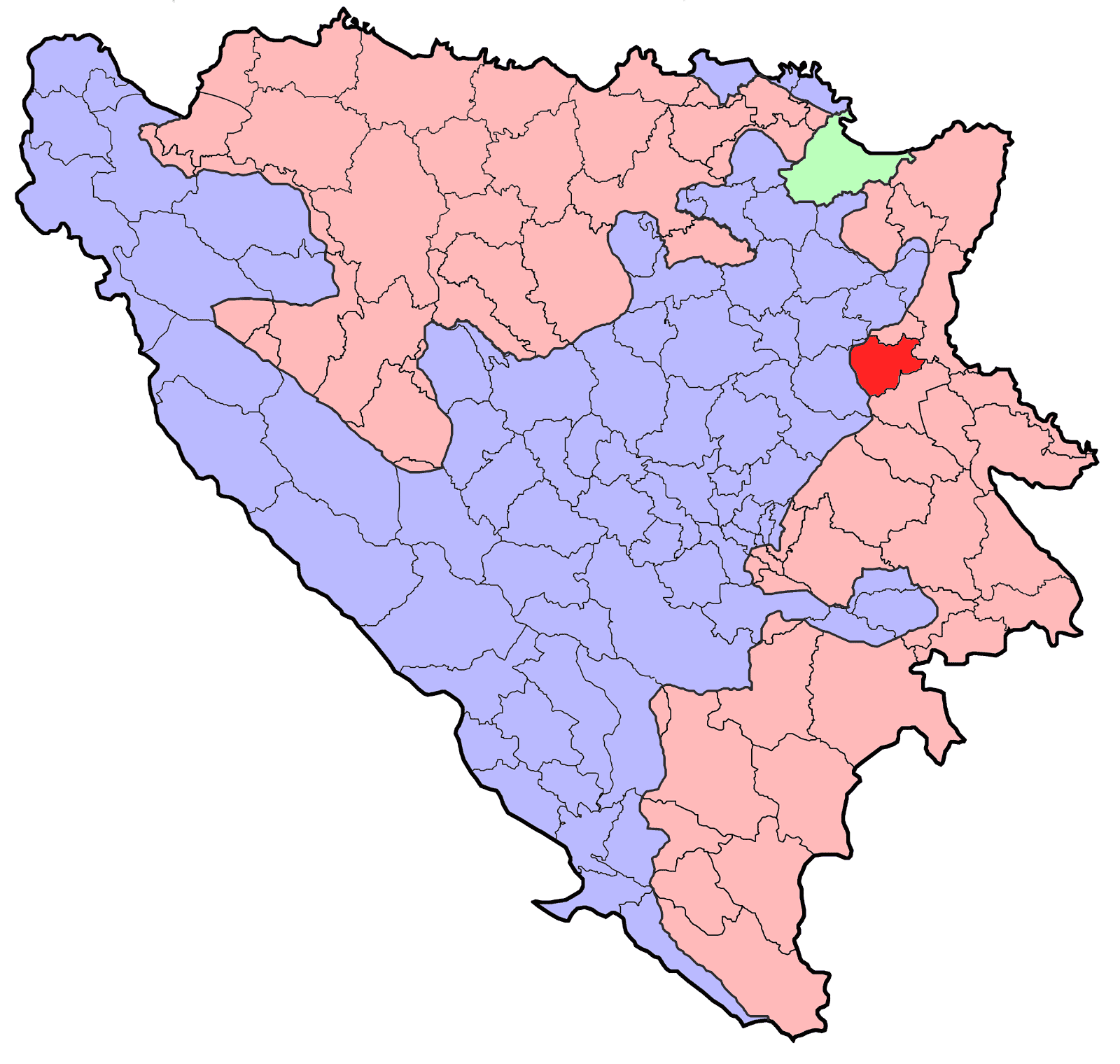
Localisation de la municipalité de Šekovići en Bosnie-Herzégovine

La municipalité de Šekovići compte 38 localités :
| - Akmačići - Ašćerići - Bašići - Betanj - Bobari - Čanići - Dobrić - Dole - Džanojevići - Đurići - Javor - Jelačići - Kalabače | - Kaštijelj - Korijen - Majdan - Markovići - Milovanovići - Papraća - Pelemiši - Petrovići - Plazače - Pobedarje - Podpola - Raševo - Selište | - Strmica - Stupari - Sučani - Šekovići - Tepen - Trnovo - Tupanari - Udbina - Velika Njiva - Vidakovići Vrela - Vrelo - Zupci |

## Démographie

### Villeintra muros

#### Évolution historique de la population dans la villeintra muros
| 1948 | 1953 | 1961 | 1971 | 1981  | 1991  | 2013  |
| ---- | ---- | ---- | ---- | ----- | ----- | ----- |
| -    | -    | 285  | 541  | 1 230 | 1 735 | 1 519 |

|  |

### Municipalité

#### Évolution historique de la population dans la municipalité
| 1971   | 1981   | 1991  | 2013  |
| ------ | ------ | ----- | ----- |
| 10 570 | 10 356 | 9 629 | 7 771 |

#### Répartition de la population par nationalités dans la municipalité (1991)
En 1991, sur un total de 9 629 habitants, la population se répartissait de la manière suivante :

## Politique
À la suite des élections locales de 2012, les 17 sièges de l'assemblée municipale se répartissaient de la manière suivante :
| Parti                                               | Sièges |
| --------------------------------------------------- | ------ |
| Alliance des sociaux-démocrates indépendants (SNSD) | 5      |
| Parti démocratique serbe (SDS)                      | 5      |
| Parti du progrès démocratique (PDP)                 | 3      |
| Alliance démocratique nationale (DNS)               | 1      |
| Parti de la jeunesse pour le changement             | 1      |
| Parti socialiste (SP)                               | 1      |
| Parti démocratique (DP)                             | 1      |

Budimir Ninić, membre du Parti démocratique serbe (SDS), a été élu maire de la municipalité,.